# Frei zu Sein
Frei zu Sein – singel zespołu In Extremo z dziesiątego albumu grupy, zatytułowanego Sängerkrieg. Został wydany 25 kwietnia 2008.

## Lista utworów

### Wersja podstawowa
1. Frei zu sein
2. Frei zu sein (Album Version)
3. Berlin
4. Mein rasend Herz (Video z Wacken Open Air 2006)

### Wersja Premium
Wersja ta nazywana jest czasami „limitowaną”:
1. Frei zu sein
2. Frei zu sein (Album Version)
3. Berlin
4. Frei zu sein (Oli Pinelli Remix)
5. Frei zu sein (Lagerfeuer Version)